# Ingrid Andress
Ingrid Elizabeth Andress (Southfield, 21 settembre 1991) è una cantante statunitense.

## Biografia
Il suo singolo di debutto More Hearts Than Mine ha debuttato al 59º posto della Billboard Country Airplay chart ed in seguito è stato certificato doppio platino dalla RIAA e oro dalla MC.
Nel marzo 2020, ha pubblicato il suo primo album intitolato Lady Like. Durante lo stesso anno ha ricevuto tre candidature rispettivamente ai Academy of Country Music Awards, CMT Music Awards e Country Music Association Awards.
Ai 63° Grammy ha ricevuto tre candidature, di cui una come miglior artista esordiente.

## Discografia

### Album in studio
- 2020 – Lady Like
- 2022 – Good Person

### EP
- 2019 – The Rosebank Acoustic Sessions
- 2020 – Spotify Singles

### Singoli
- 2019 – More Hearts Than Mine
- 2020 – The Stranger
- 2020 – Waste of Lime
- 2020 – Lady Like
- 2021 – Wishful Drinking (con Sam Hunt)
- 2022 – Feel Like This

## Riconoscimenti
- 2021 - Grammy Awards
  - Candidata come Miglior artista esordiente